# Little Foot
Little Foot és l’Australopithecus que s'ha descobert més recentment, l’any 1997, ja que és l'esquelet més complet d’Australopithecus conegut: gairebé s'ha recuperat el 90% del seu cos. A més, la seva datació, 3,67 milions d’anys, és molt més antiga que la de diversos Au. afarensis.
Es tracta d’una dona d'1,20 - 1,30 metres d’alçada, les extremitats inferiors de la qual són més llargues que les extremitats superiors. Aquest és el primer cop que s'obtenen aquestes dades al registre fòssil.
El seu maluc és modern i és capaç de transmetre grans forces des de les seves cames, a més a més, les seves mans eren molt grans. El seu cos suggereix un caminar bípede i, al mateix temps, també diu que tenien unes grans habilitats per enfilar-se als arbres.
Aquest Australopithecus planteja molts dubtes sobre la diversitat dels primers homínids i les relacions filogenètiques entre espècies d’àrees diferents, pel fet que Little Foot va ser contemporània als Australopithecus afarensis, i tenia característiques morfològiques molt diferents.